# 650-talet

## Händelser
- 650 - Pallavasdynastin besegras av Chalukyasdynastin i Indien.
- 650 - Leptis Magna tros nu ha övergivits.
- 651 - Yazdegerd III dödas i Merv av sina egna medhjälpare, vilket innebär slutet på både persiskt motstånd mot arabisk erövring, och sassaniderna.

## Födda
- 650 – Dagobert II, kung av Austrasien.
- 652 – Chlothar III, kung av Neustrien, kung av Burgund och kung av Frankerriket.
- 652 – Theoderik III, kung av Neustrien, kung av Burgund och kung av Frankerriket.
- 653 – Childerik II, kung av Austrasien och kung av Frankerriket.

## Avlidna
- 654 eller 655 – Penda, kung av Mercia.
- 16 september 655 – Martin I, påve.
- 656 – Sigibert III, kung av Austrasien.
- 2 juni 657 – Eugenius I, påve.
- 657 – Klodvig II, kung av Neustrien och kung av Burgund.